# Euryglossina intermedia
Euryglossina intermedia är en biart som beskrevs av Michener 1965. Euryglossina intermedia ingår i släktet Euryglossina och familjen korttungebin. Inga underarter finns listade i Catalogue of Life.

## Bildgalleri

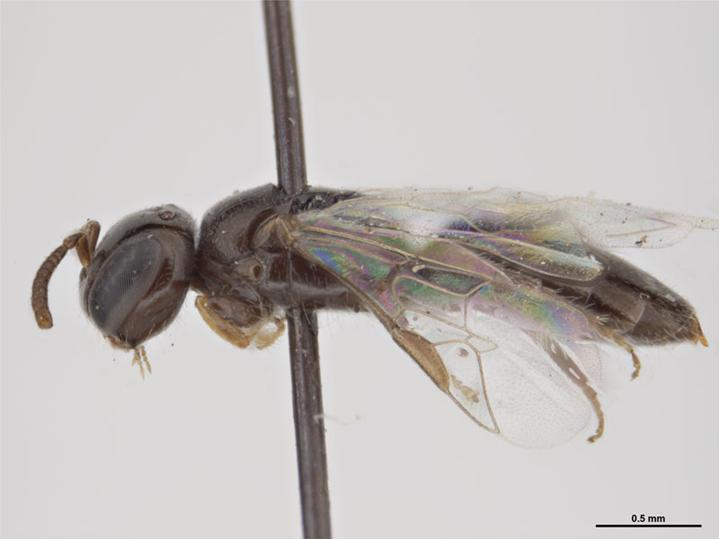